# Inno Setup
Inno Setup — система создания инсталляторов для Windows-программ с открытым исходным кодом. Впервые выпущенный в 1997 году, Inno Setup сегодня конкурирует и даже превосходит многие коммерческие установщики по функциональности и стабильности.

## Интерфейс пользователя

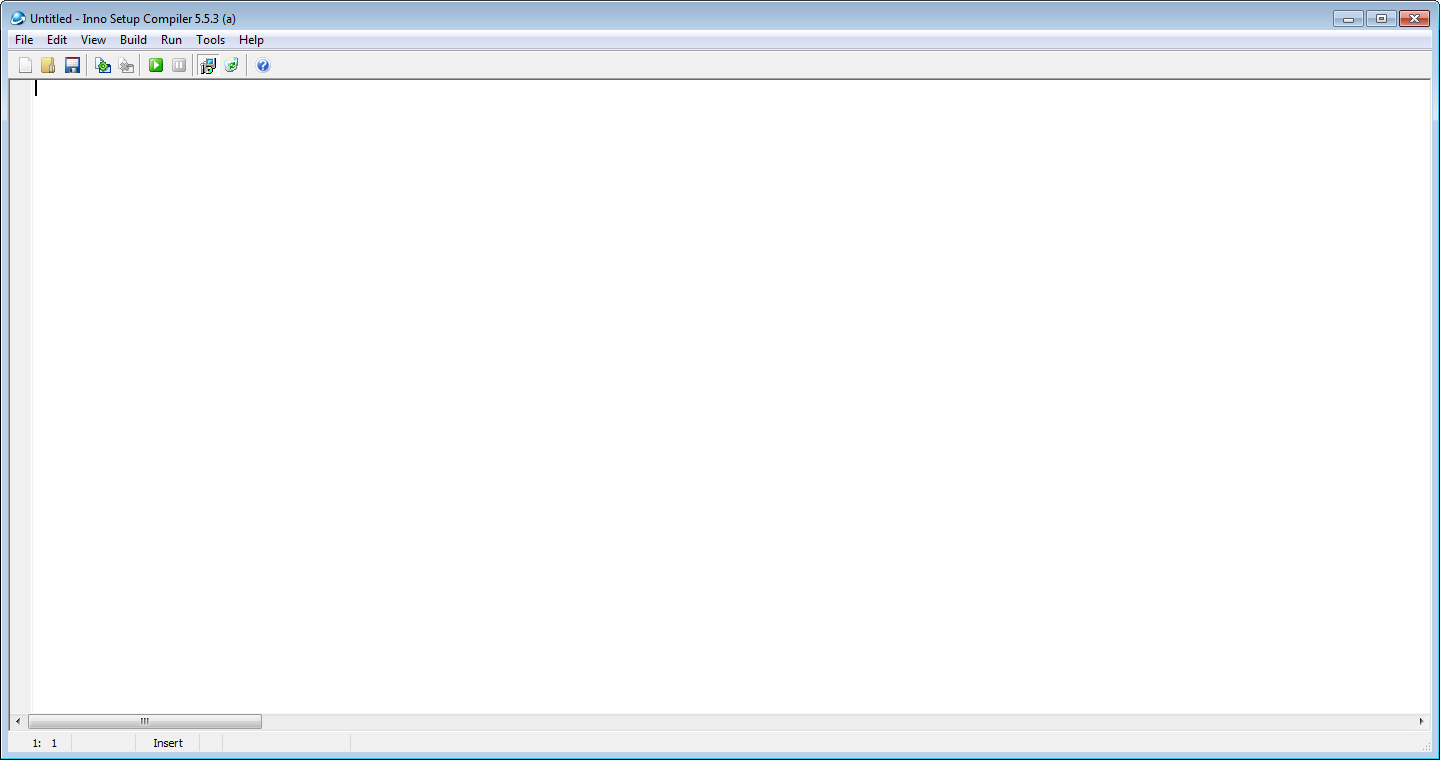
Классический интерфейс пользователя Inno Setup

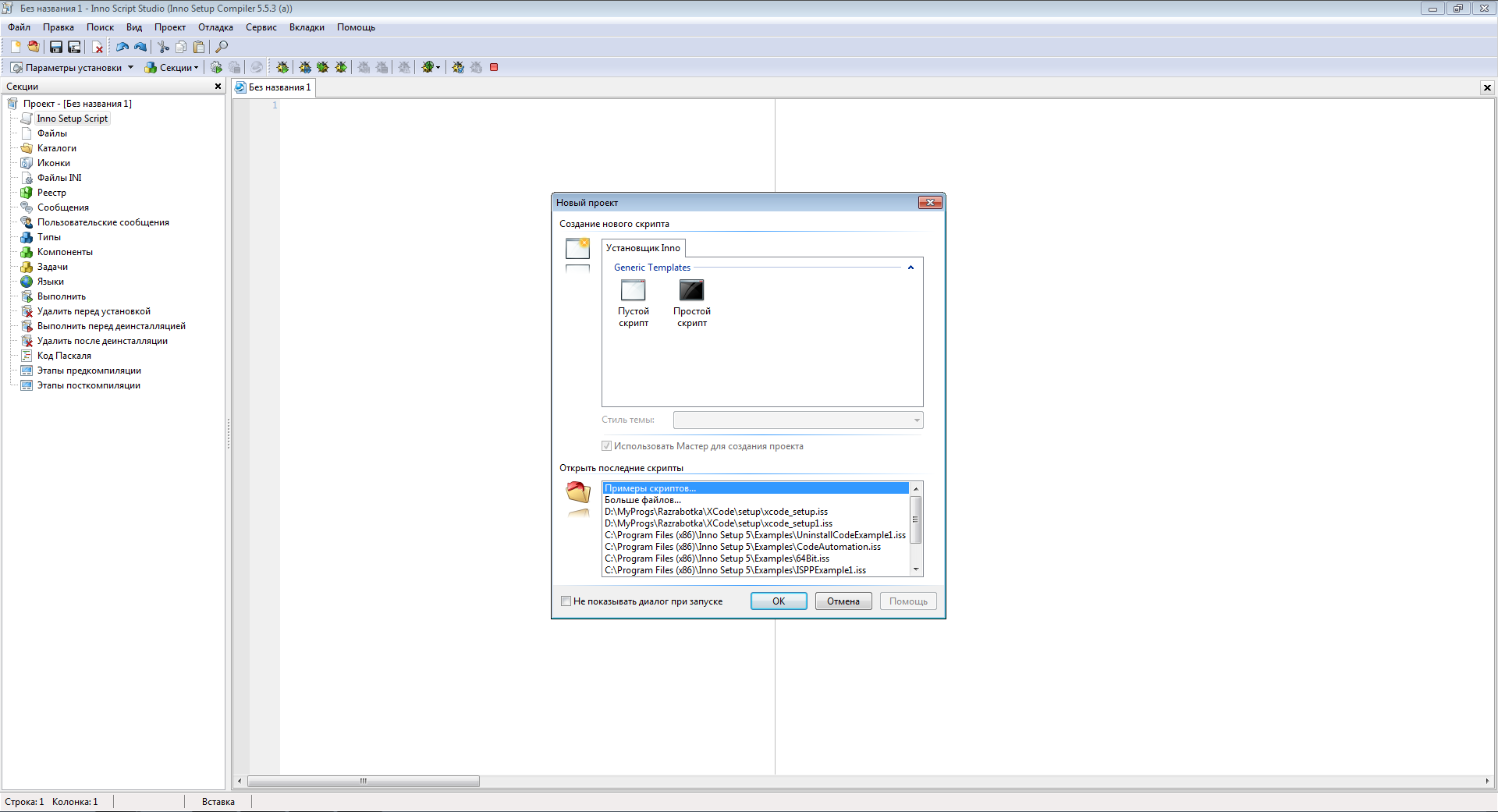
Интерфейс программы Inno Script Studio

Классический интерфейс пользователя Inno Setup не очень удобен в плане функциональности. Существует несколько программ-оболочек, предназначенных для упрощения и ускорения написания кода (например Inno Script Studio).

## Ключевые особенности
- Поддержка всех современных версий Windows: 11, 10, 8, 7, 2008 R2 (до 6.3.0), Vista (до 6.3.0). Поддерживает установку 64-битных программ на 64-битных выпусках. Также поддерживает 64-разрядные процессоры. Также ARM редакции. При использовании процессоров Itanium необходимо установить Service Pack (поддержка до версии до 6.3.0).
- Поддерживает создание одиночных EXE для облегчения установки и распространения программ через сеть Интернет.
- Стандартный интерфейс мастера установки в стиле Windows 10 и Windows 10.
- Возможность выбора типа установки, например: Полный, Минимальный, Выборочный.
- Имеет встроенную поддержку DEFLATE, bzip2 и 7-Zip LZMA/LZMA2 сжатий. Установщик умеет сравнивать версии файлов, заменять встроенные файлы, устанавливать разделяемые файлы, регистрировать DLL/OCX библиотеки и устанавливать шрифты.
- Позволяет создавать ярлыки в меню «Пуск» и на «Рабочем столе».
- Позволяет создавать записи в реестре и .ini-файлы.
- Имеет встроенную поддержку скриптов на Object Pascal (посредством Pascal Script[англ.])[1].
- Поддерживает создание многоязычных инсталляторов программ.
- Поддерживает Unicode и языки с направлением письма справа налево.
- Поддерживает установку пароля и шифрование инсталляторов программ.
- Доступны исходные тексты на Delphi.

## Программы и игры, использующие Inno Setup
- Artipic
- Audacity
- K-Lite Codec Pack
- GIMP
- TeXstudio
- Stellarium
- ViewFD
- Download Master
- UltraISO
- PeaZip
- Media Player Classic
- CamStudio
- STDU Viewer
- Revo Uninstaller
- Folder marker
- Marble
- KompoZer
- MyChat
- OhMyPOSH
- RAMINE